# Tipula coquilletti
Tipula coquilletti är en tvåvingeart som beskrevs av Günther Enderlein 1912. Tipula coquilletti ingår i släktet Tipula och familjen storharkrankar. Inga underarter finns listade i Catalogue of Life.